# Station Krasnystaw
Station Krasnystaw is een spoorwegstation in de Poolse plaats Krasnystaw.